# مخرج محقق
المخرج المحقق هو مخرج حروف الهجاء الصامتة والمخارج المحققة الثلاثة هي أجزاء الفم وهي الحلق واللسان والشفتان. يعرف مخرج الحرف بالإتيان بهمزة قبله، مثل أم لحرف الميم، ثم ينطق الحرف فحيث ينقطع الصوت فذلك مخرج الحرف، وفي المثال فمخرج الميم الشفتان إذ فلها مخرج محقق.
- [[Character output]
- [[Extended Director]
- [[sub-letter]